# Зайцев, Глеб Игоревич
Глеб Игоревич Зайцев (род. 3 ноября 1999, Челябинск) — российский хоккеист, нападающий.

## Биография
Отец — тренер по греко-римской борьбе. Встал на коньки в три года, два года занимался фигурным катанием. До 15 лет совмещал занятия хоккеем и борьбой. В сезоне 2016/17 играл в команде НМХЛ «Мечел». Летом 2017 года был приглашён на просмотр в клуб МХЛ «Белые медведи», но, будучи задрафтованным «Адмиралом», провёл сезон-2017/18 в команде МХЛ «Тайфун», базировавшейся в Балашихе. В сезоне 2018/19 провёл 46 матчей в КХЛ в составе «Адмирала». 26 ноября 2019 года был обменян в челябинский «Трактор». Сыграл до конца сезона 8 матчей в КХЛ, 4 — в ВХЛ за «Челмет», 6 — за «Белых медведей» в МХЛ. Сезон-2021/22 начал в клубе ВХЛ «Тамбов», в октябре перешёл в «Южный Урал». Летом 2022 года был на просмотре в белорусском клубе «Металлург» Жлобин, но провёл сезон 2022/23 в «Ермаке». С сезона-2023/24 — игрок команды чемпионата Казахстана «Сарыарка» Караганда.